# Walter Volkert
Walter Volkert (* 21. September 1948) ist ein ehemaliger deutscher Fußballspieler.

## Karriere
Volkert spielte bereits in der Jugend des Hamburger SV. Bei den Hamburgern kam er in der Saison 1970/71 zu seinem Debüt in der Bundesliga. Am 29. Spieltag wurde er für die letzten 17. Spielminuten für Robert Pötzschke eingewechselt. Das Spiel wurde vor heimischer Kulisse 2:1 gewonnen. Zudem durfte er einmal im UEFA-Pokal spielen. Beim 7:1-Sieg wurde er gegen La Gantoise Gent eingewechselt und erzielte in der 84. Minute das 7:0. Anschließend kam er nicht mehr zum Zuge und wechselte zur folgenden Saison zum HSV Barmbek-Uhlenhorst.